# ارنست ویتمن
ارنست ویتمن (انگلیسی: Ernest Whitman; ۲۱ فوریهٔ ۱۸۹۳ – ۵ اوت ۱۹۵۴) بازیگر اهل ایالات متحده آمریکا بود.
از فیلم‌ها یا برنامه‌های تلویزیونی که وی در آن نقش داشته‌است می‌توان به بر باد رفته، تعطیلی ازدست رفته، کمدی انسانی، مسیر سانتافه، جسی جیمز، خورشید به روشنی می‌درخشد، دیلینگر، مریلند، و در میان زندگان اشاره کرد.